# Korpbaneret

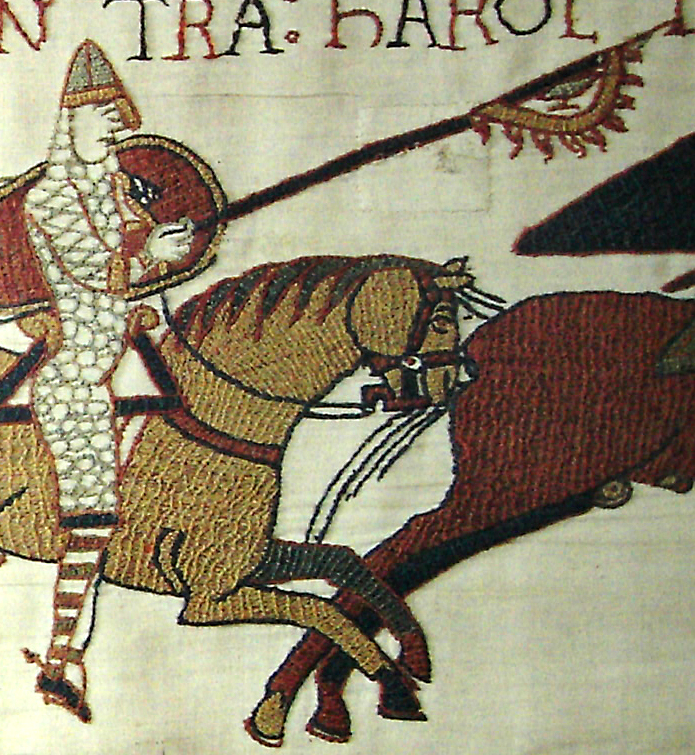
Detalj från Bayeuxtapeten, föreställande en normandryttare som fanar ett triangulärt baner med rundat nederhörn och tofsad ytterkant, täckt av en sittande fågel i profil, möjligen ett korpbaner.

Korpbaneret eller ramnsmärket (fornnordiska: hrafnsmerki [ˈhrɑvnsˌmerke], fornengelska: ravenlandeye, latin: corvus terrae terror, ”ramnlandaga”) är ett beskrivet nordeuropeiskt vikingatida baner eller standar (fornnordiska: merki, "märke"), möjligen av totemisk natur, som enligt olika historiska skrifter ska ha använts av vikingar och andra fornnordiska härskare från åtminstone 800-talet till 1000-talet efter Kristus. Baneret (märket) beskrivs i ett fall som vävt av enkelt vitt silke med en broderad korp som motiv och ska i allmänhet ha kallats för "ramn" (fornnordiska: hrafn, d.v.s. "korp" på nusvenska). Dock lär det inte funnits någon standardisering historiskt. Baneret ska ha använts av bland andra Ragnar Lodbrok och hans söner, Knut den Store och Harald Hårdråde, men korpmärken var överlag en vanlig symbol på stridsornamentik.
Baserat på baner i gammalnordisk konst återgivs korpbaneret i modern tid ofta triangulärt format, med rundad ytterkant, varifrån tofsar hänger. Det är ett vanligt motiv i modern fornnordisk tradition och har även förts av danska armén i viss utsträckning sedan åtminstone ett tillfälle 2017, då i rött mönster på svart bakgrund – se avsnittet modern återgivning.

## Etymologi
Begreppet korpbaneret är en modern konstruktion. På fornnordiska finns konstruktionen hrafnsmerki, alltså ”korpmärket”, där märke betyder flagga eller snarare standar.
På fornengelska och latin benämns flaggan ravenlandeye och corvus terrae terror respektive, där den senare är en översättning av den tidigare, vilken kan vara en fornengelsk översättning av vad vikingarna kallade det. Förledet betyder korp, eller ”ramn” som kognat svensk term, medan efterledet verkar avse en krigsflagga buren till land, exempelvis ett standar. Genom den latinska översättningen, som ger efterledet terrae terror, alltså ”landterror”, kan det fornengelska efterledet landeye tolkas som ”land-aga” (fornnordiska: land-agi), där aga i forngermanskan betydde ”fruktan” eller liknande. Jämför med senare nordisk betydelse: ”fruktan i förening med vördnadsfull lydnad”.

## Korpens symbolik
Korpar och kråkfåglar var ett viktigt djur i den fornnordiska kulturen, särskilt i koppling till strid. Korpar är smarta djur som följer slagfält för att äta av de stupade. De var symboldjur för den fornnordiska krigsguden Oden som samlade tappra stupade (fornnordiska: valr) i Asgård inför slutstriden vid ragnarök. De som hämtade stupade åt Oden kallades valkyrior och ska ha spanat under hamn (skepnad) av korpen. Oden hade även två tama korpar vid namn Hugin och Munin (håg och minne) som spanade över världen (midgård) åt honom. Korpsymboler antas därför ha förts i syfte att hylla och ära Oden för att till exempel åkalla hans makt och hjälpa till att besegra fienden.

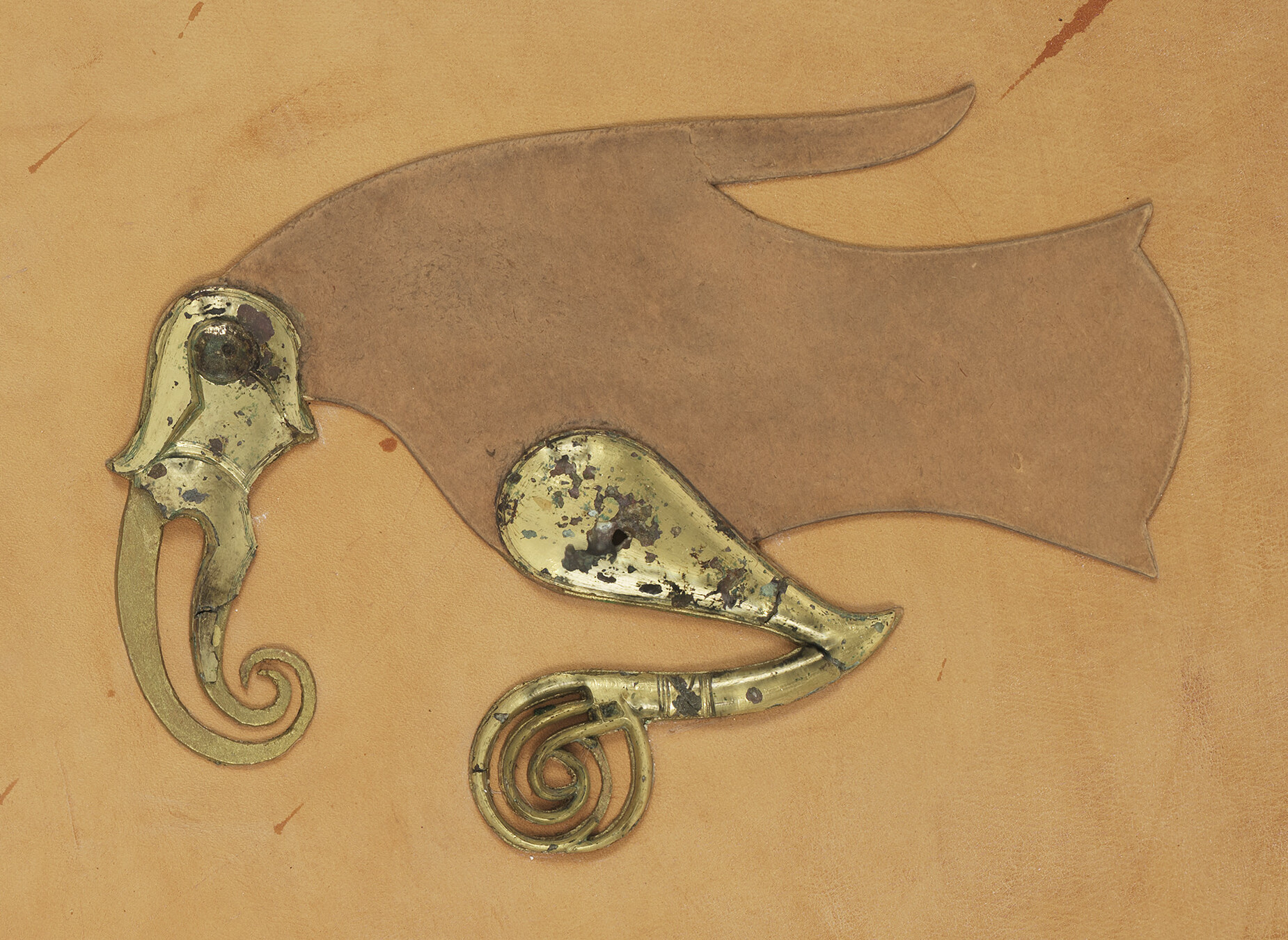
Korp i profil på rundskölden från båtgraven Vendel I (tidigt 600-tal).
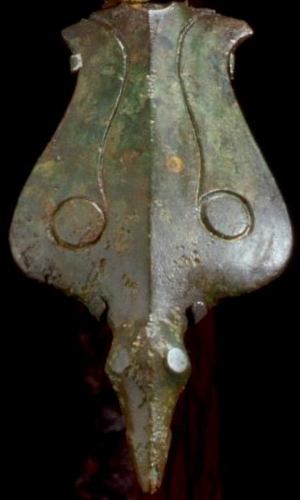
Korp på nässkenan till prakthjälmen från båtgraven Vendel XIV (sent 500-tal).
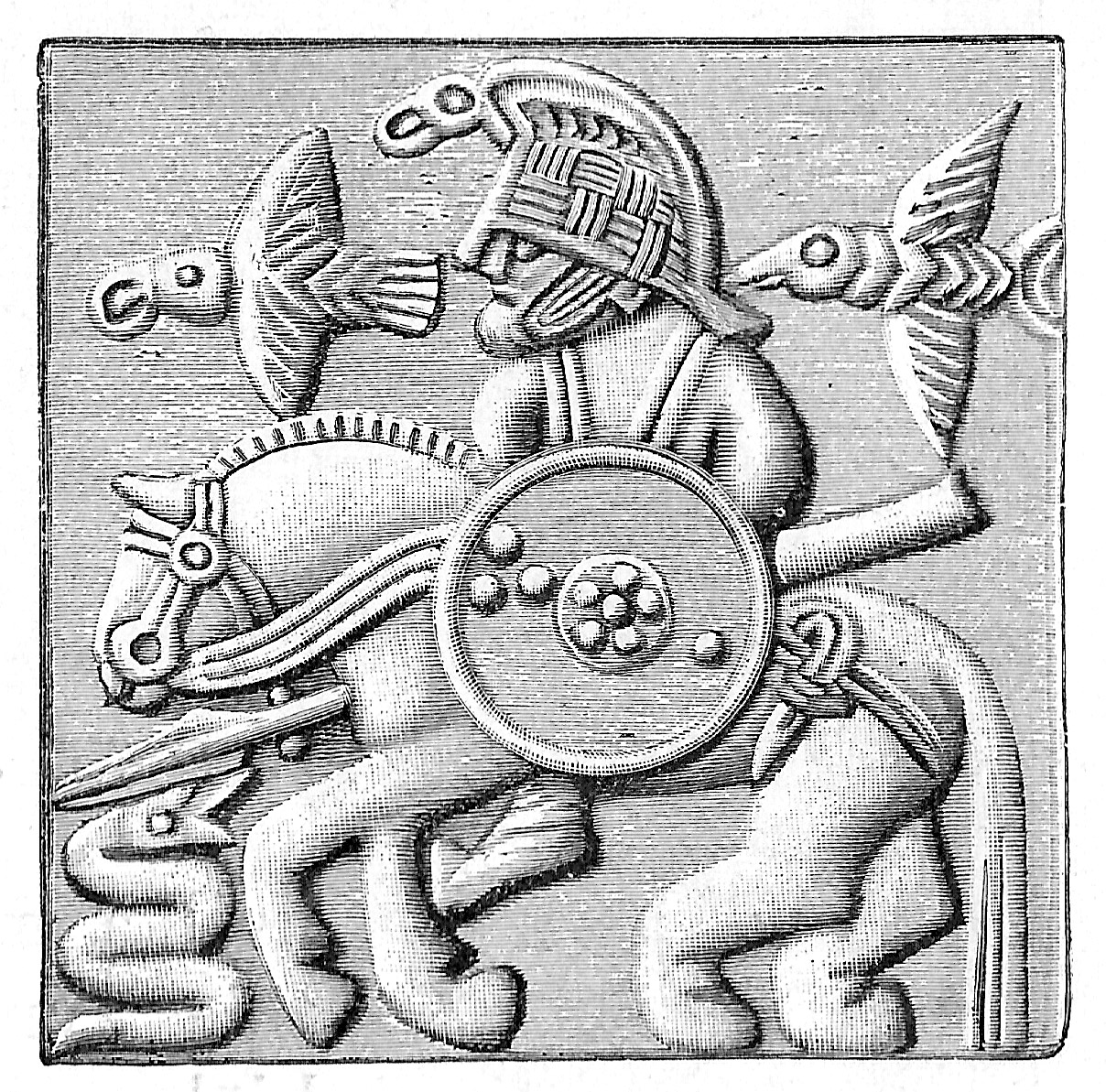
Korpar ovan ryttare från en vendeltida hjälmplåt (sent 500-tal).

## Historiska skrifter (ej komplett lista)
Korpbaneret omnämns ej i fornnordiska periodtexter (med ett möjligt undantag), utan omnämns enbart i medeltidslatinska och fornengelska texter, samtida eller strax efter vikingatiden.

### Anglosaxiska krönikan
I ett utdrag från anglosaxiska krönikan, daterat 879, beskrivs ett slag mellan anglosaxiske kungen Alfred den store och danska vikingar. Efter slaget läses:
| ” | fornengelska: And þær wæs se guðfana genumen þe hie hræfn heton. direktöversättning: "Och där var gudfanan benummen (betagen), vilka de ramn (korp) benämnde." nusvenska: Och där var baneret gripet (beslagtaget), vilket de (vikingarna) kallade korp. | „ |
| – | |   |

## Modern återgivning

### Återgivning efter Jorvikpenningar
I modern tid har en populär återgivning av korpbaneret tagits fram baserad på element från två historiska mynt slagna runt 940 i kungariket Jorvik (dagens Yorkshire). Jorviks invånare under denna period var en blandning av nyinvandrade norröna gaeliska asatroende och inhemska northumbrianska och iriska kristna, varav kung Olaf Guthfrithson av Jorvik (regeringsperiod: 939–941 e.Kr.), alternativt hans efterträdare Olaf "Kvåran" Sigtryggsson(en) (regeringsperiod: 941–944 e.Kr.), av politiska skäl, slog mynt med motiv av både asatroende och kristen härkomst.
Det ena av dessa mynt, sedermera kallad "korppenning" (engelska: Raven Penny), har på åtsidan slagits med bilden av en korp med utbredda vingar, medan frånsidan har ett litet kors centrerat i ett annars tomt mittfält. Det andra av dessa mynt, vilken felaktigt benämnts "korpbanerpenning" på engelska (engelska: Raven Banner Penny), har på frånsidan slagits med bilden av ett baner (eller möjligen en flöjel), vilken i likhet med det beskrivna korpbaneret är trekantig med tofsad ytterkant, fast med skillnaden att flaggmotivet består av ett kors och inte en korp. Flaggstångsknoppen pryds även av ett annat kors, alternativt möjligen en treklöver. Åtsidan har en triquetra.
Två av dessa motiv, korpen och baneret, har sedermera använts för att återge korpbaneret i modern tid. Flaggor med denna återgivning förekommer bland annat inom levande rollspel och på vikingafestivaler. Den användes även i spelfilmen The Northman från 2022, där den är flagga för Ethan Hawkes karaktär kung Aurvandil, känd som "korpkungen" eller "kung krigskorp", och fördes då i svart mönster på mörkröd bakgrund. Det bör understrykas att denna moderna återgivningen är en artistisk frihet, eftersom dessa motiv inte har någon bekräftad koppling till det historiska korpbaneret.

### Återgivning efter Bayeuxtapeten
Bayeuxtapeten är en medeltida broderad textil som skildrar normandernas erövring av England år 1066. På tapeten syns en ryttare med en något triangulär tofsad fana som uppvisar en grå mindre fågel i profil på en vit bakgrund, vilket antagits vara ett möjligt korpbaner.
Normanderna var ättlingar till nordmän som cirka 911 fick ockupera det franska kustområdet mot södra England, sedermera Normandie, mot att bli kristna och svära trohet till franska kungen. Tapeten skildrar därför ej traditionella hedniska vikingar, utan ättlingar till dylikt cirka 150 år efter att de flyttat till Frankrike. Vid tidpunkten för tapeten talade dessa franska och förde en inhemsk sedvänja både lik och olik den nordiska och den franska, varför det påpekats att baneret på tapeten troligen ej är ett nordiskt korpbaner. Å andra sidan förde normanderna en stridsteknik snarlik den som fördes av deras ökända förfäder och dåtida släktingar i norden. De brukade även olika marina flaggor för att signalera strid, såsom den ökända Bauccedillian(en), en röd bulsan som signalerade "utan nåd" (överlämning accepteras inte, alla krigsfångar dödas), möjligen ett arv från vikingarnas färgkoder för sköldar, där röd signalerade krig.
Eftersom bruket av djurmotiv på stridsflaggor har använts sedan forntiden och kom att fortsätta vara vanliga under medeltiden är det osannolikt att normanderna slutade använda heraldiska stridssymboler som korpen av religiösa skäl. Fanan på Bayeuxtapeten kan därav mycket väl kan ha fört motivet av en korp enligt föregående nordisk tradition.

## Modernt bruk
Danska armén har använt den populära penningåtergivningen av korpbaneret i viss utsträckning sedan åtminstone 2017, då i rött mönster på svart bakgrund där den tofsade ytterkanten enbart är ett rött mönster på en större kvadratisk flagga. Axelmärket för första kompaniet i första pansarinfanteribataljonen av nya danska gardehusarregimentet uppvisar även penningkorpen, då i svart mönster på rödbakgrund i nedre högra hörnet jämte en isbjörn i motsvarande hörn.
En kvadratisk variant med svart vidsträckt korp på röd bakgrund brukas vid Shetlandsöarnas årliga vikingafestival Up Helly Aa(en) där de firar sitt nordiska arv.

Axelmärke för 1:a kompani i 1:a pansarinfanteribataljonen av nya danska gardehusarregimentet.
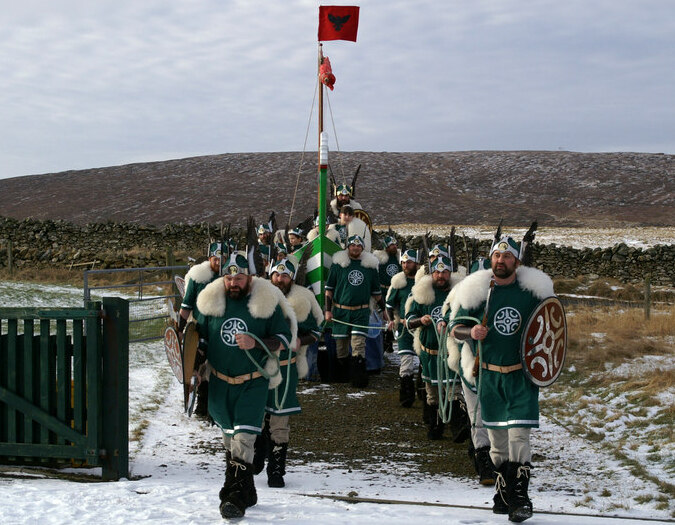
Korpbaner vid Up Helly Aa(en)-festivalen på Shetlandsöarna.